# Piper Aerostar
Il Piper PA-60 Aerostar, originariamente Ted Smith Aerostar, è un aereo bimotore executive leggero ad elica statunitense progettato da Ted R. Smith.
Fu originariamente costruito dalla Ted Smith Aircraft Company che dopo il 1987 divenne parte della Piper Aircraft Corporation.

## Storia del progetto
Il primo volo dell'Aerostar 600 fu effettuato nel novembre del 1966 ad opera di Ted Smith.
Quando i diritti per l'aeroplano furono acquistati dall'American Cement Company nel 1968, gli Aerostar furono costruiti in California a Van Nuys.
L'acquisizione non fu un successo e, nel 1969, la ditta fu venduta alla Butler Aviation, detentore della Mooney Airplane Company.
La nuova compagnia fu nominata Aerostar Aircraft Corporation ed era finalizzata alla produzione di Aerostar in un impianto presso Kerryville.
Nel 1972 Ted Smith acquistò tutti i diritti sull'aeroplano in modo da poter continuare a costruirne esemplari, oltre ad introdurre l'Aerostar 601P.
Il 601P possedeva motori sovralimentati ad alto rapporto, in modo da fornire energia ad un sistema di pressurizzazione della cabina.
Un'altra variante era l'Aerostar 700 Superstar, più lungo.
Nel 1976 il nome della compagnia fu cambiato in Ted Smith Aerostar Corporation.
Questa, nel 1978, fu acquistata dalla Piper Aircraft Corporation, che costruì tre varianti partendo dal progetto dell'Aerostar (600A, 601B e 600P) e reintrodusse il 601P ed il 602P (conosciuto anche come Sequoya). Dopo varie interruzioni della produzione dei modelli non pressurizzati, la Piper spostò la produzione a Vero Beach.
L'ultimo Aerostar fu prodotto nel 1984.

## Tecnica
L'Aerostar 600 era un velivolo ad ala media a sbalzo, equipaggiato con due motori a pistoni Lycoming montati entrambi sui bordi d'attacco delle semiali e dotato di un carrello d'atterraggio triciclo. Possedeva inoltre lussuosi comfort per sei persone.

## Varianti
600
Modello iniziale di produzione con 2 motori Lycoming IO-540-K a 290 cavalli, 282 esemplari costruiti dalla stessa compagnia con quattro nomi diversi.
600A
Modello 600 con modifiche minori.
600E
Designazione del 600 usata per gli aerei venduti in Europa.
601 (poi PA-61)
Modello 600 con motori sovralimentati, 117 esemplari. Questo modello è coinvolto nella morte del direttore d'orchestra Eduardo Mata.
601B (poi PA-61)
Modello 601 con larghezza alare aumentata, 44 esemplari.
601P (poi PA-61P)
Versione pressurizzata del 601 con un maggior peso lordo, 492 costruiti.
602P (poi PA-60)
Versione di sviluppo della Piper del 601P con i motori Lycoming TIO-540-AA1A5 a 290 cavalli, 124 costruiti, nominati originariamente Sequoya.
620
Aerostar pressurizzato con motori TIO-540 a 310 cavalli, un solo esemplare.
700 Superstar
Prototipo con fusoliera allungata e due motori IO-540M.
700P
602P con motori Lycoming TIO-540-U2A controrotanti, 26 costruiti, designato anche come PA-60.
800
601P con fusoliera allungata, coda ingrandita e due motori Lycoming da 400 cavalli, un solo esemplare.